# Gary Green

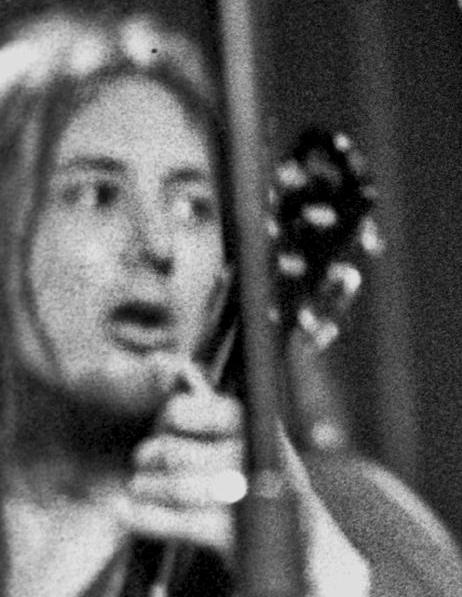
Garry Green, Musikhalle Hamburg, April 1974

Gary William Green (* 20. November 1950 in Stroud Green, England) ist ein britischer Musiker. Er spielt Gitarre, Mandoline, Bass, Blockflöte, Schlagzeug, Perkussion,  Xylophon und singt.

## Leben
Garry besuchte die Tollington Grammar School im Londoner Muswell Hill. Das Musizieren hat er autodidaktisch erlernt.
Green war von 1970 bis 1980 der Lead-Gitarrist der Progressive-Rock-Band Gentle Giant, wobei er Stile aus dem Blues in deren Musik einfließen ließ.
Von 1983 bis 1989 spielte er in einer Band namens Blind Dates zusammen mit dem Drummer Albert Hurst und in der Gruppe Big Hello. Nachdem er die Band verlassen hatte, produzierte er zusammen mit Paul Adams ein Album.
Später spielte er in einer Power-Pop-Band namens The Elvis Brothers, deren Stil aber nicht dem von Gentle Giant ähnelte.
Im September 1995 reiste er mit der Band Divae zum Marechiaro Blues Festival. Dort spielten sie die Gentle Giant-Stücke The Boys in the Band und The Return of The Giant (italienisch: Il retorno del Gigante Gentile).
Billy Sherwood (ehemals Yes, World Trade, Circa:), der nach dem Ausstieg seines Partners, des Yes-Bassisten Chris Squire, das von beiden ins Leben gerufene Projekt Conspiracy alleine weiterführt, holte Anfang 2007 Gary Green als Gastmusiker für ein neues Conspiracy-Album ins Boot. 
Heute lebt Green etwas abseits von Chicago in Illinois in den USA.